# ニトロソ化合物

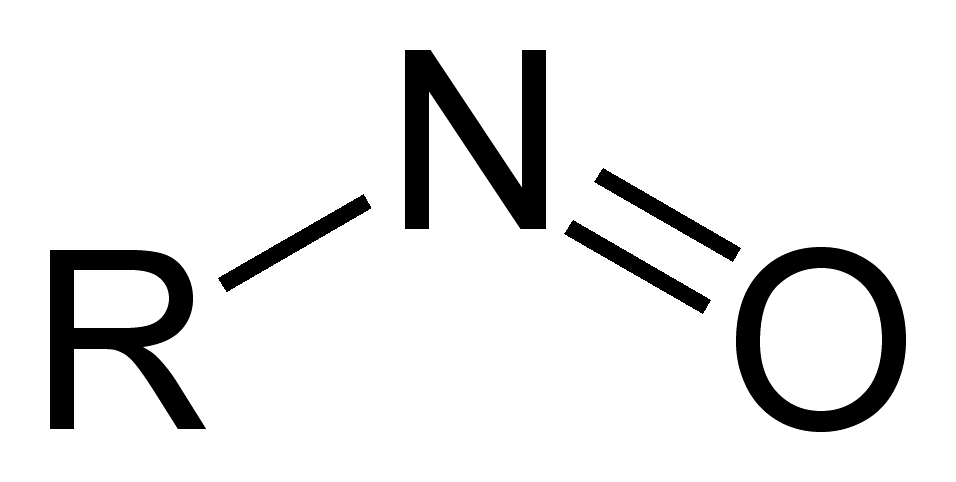
ニトロソ化合物の一般構造式

ニトロソ化合物（ニトロソかごうぶつ、nitroso compound）とは R−N=O 構造を有する有機化合物である。この中で、1価の置換基 -N=O はニトロソ基 (nitroso group) と呼ばれる。
ニトロソ化合物に対応する無機化合物（上記構造でRが有機基でないもの）はニトロシル化合物（nitrosyl compound）と呼ばれる。

## 合成、性質
ニトロソ基の α位に水素がある場合、互変異性により速やかにオキシムに変わってしまうため、安定なニトロソ化合物は α位に水素を持たないものに限られる。
{\displaystyle {\ce {R-CH(-N=O)-R' -> R-C(=N-OH)-R'}}}
ニトロソ化合物は、ニトロ化合物の還元、またはヒドロキシルアミン誘導体や第一級アミンの酸化によって得られる。例えば 2-メチル-2-ニトロソプロパン (CH3)3CNO は 以下のような経路で合成される。
{\displaystyle {\ce {(CH3)3CNH2 -> (CH3)3CNO2}}}
{\displaystyle {\ce {(CH3)3CNO2 -> (CH3)3CNHOH}}}
{\displaystyle {\ce {(CH3)3CNHOH -> (CH3)3CNO}}}
(CH3)3CNO は青色だが、溶液ではその二量体（無色、融点 80–81 ℃）との平衡混合物として存在する。
芳香族ニトロソ化合物は、亜硝酸や塩化ニトロシル (NOCl) を用いる求電子置換反応により合成でき、さらに活性メチレン化合物から発生させたカルバニオンやアルケンと求電子的に反応してニトロンやイミンを与える。
フィッシャー・ヘップ転位 (Fischer-Hepp rearrangement) では N-ニトロソアニリン誘導体が塩化水素の作用で 4-ニトロソアニリン誘導体へと変化する。

亜硝酸エステルの光反応によりニトロソ化合物が得られる例も知られる（バートン反応）。

## 反応
前述したように、立体障害の小さいニトロソ化合物は二量化する。
ニトロソ化合物と第一級アミンは脱水縮合してアゾ化合物となる。
{\displaystyle {\ce {R-N=O\ + R'-NH2 -> R-N=N-R'}}}
N-ニトロソ化合物は、ジアゾ化合物の前駆体として用いられる。
{\displaystyle {\ce {R'RCH-N(Ts)-N=O\ + OH^- -> RR'C=N2\ + TsO^-\ + H2O (Ts = 4-CH3C6H4SO2-)}}}

## 人体への影響

### 発癌性
N-ニトロソ化合物には発癌性をもつものもある。中華人民共和国河南省安陽市、林県、広東省汕頭市周辺には食道癌や胃癌の患者が多いが、この地域の漬物などの食品中に含まれるニトロソアミンなどのニトロソ化合物が影響しているともいわれる。また、魚介類に多く含まれるジメチルアミンが、ハム、ソーセージなどの発色剤、保存料として使用される亜硝酸ナトリウム等と化合して発癌性のあるニトロソジメチルアミンとなることも指摘されている。

### 肝障害
N-ニトロソ化合物を摂取すると、代謝されて肝機能障害を起こす物質に変わることが知られている。また、中国製のダイエット食品にN-ニトロソフェンフルラミンが混入し、日本を含む各国で肝機能障害や甲状腺機能亢進を引き起こした事件も起きたことがある。